# Кузьменко Микола Миколайович
Микола Миколайович Кузьменко (5 жовтня 1912, Новоєгорівка — 4 листопада 1992, Санкт-Петербург) — генерал-майор танкових військ СРСР (31 травня 1954).

## Біографія
Українець. Учасник Німецько-радянської війни, з 1 серпня 1942 по 15 грудня 1943 року — командир 149-ї танкової бригади. З 1 березня 1944 по 31 серпня 1945 року — командир 256-ї танкової бригади у званні підполковника, з 20 листопада 1944 року — полковник. Командував 1318-м винищувально-протитанковим артилерійських полком під час боїв за Штеттин (нині Щецин).
Після війни продовжив службу. З травня 1949 по квітень 1950 був начальником відділу бойової підготовки 2-ї гвардійської механізованої армії. З квітня 1950 року служив у Війську Польському, командував 16-ю танковою дивізією в Ельблонзі і 20-ю піхотною дивізією у Щецині. З 1954 року командував 1-м польським механізованим корпусом у Гданську. У СРСР повернувся в 1955 році. З грудня 1955 по травень 1964 року служив помічником командувача — начальником відділу бойової підготовки 7-ї танкової армії Білоруського військового округу.
Нагороджений орденом Червоного Прапора (двічі), орденом Червоної Зірки, медалями «За бойові заслуги», «За оборону Ленінграда» та «За перемогу над Німеччиною», а також польським орденом Відродження Польщі IV ступеня.